# Osiedle Parkowe (Żywiec)
Osiedle Parkowe – osiedle w Żywcu, w dzielnicy Śródmieście.
Osiedle zlokalizowane zostało na miejscu dawnych ogrodów zamkowych, położonych między parkiem, a obecną ulicą Komorowskich. Projekt jego budowy został zatwierdzony w 1958 przez Radę Miejską. Postanowiono o budowie tam bloków dla pracowników zakładów Ponar oraz Famed, dla osób przesiedlonych w wyniku powstania Jeziora Żywieckiego, jak również powstaniu bloków spółdzielczych i komunalnych (z budownictwa Rad Narodowych). Pierwsze cztery bloki ukończono w 1962, otwarto wówczas również kotłownię oraz stację transformatorową. Prace zostały w całości zakończone w 1964, stąd osiedle otrzymało nazwę XX-lecia PRL.
W części parku zamkowego graniczącej z terenem osiedla został założony ogród jordanowski. 1 września 1975 uruchomione zostało również Przedszkole nr 11, a w uroczystości jego otwarcia uczestniczył Kurator Oświaty i Wychowania w Bielsku-Białej Zdzisław Rabicki. 
W 1991 decyzją Rady Miejskiej nazwa osiedla została zmieniona na Osiedle Parkowe.
W latach 90. XX wieku niedziałająca już kotłownia osiedlowa została przebudowana na mieszkania.
Na terenie osiedla znajduje się 17 bloków mieszkaniowych, z czego 3 administrowane są przez Spółdzielnię Mieszkaniową „Gronie”, a 13 – przez Żywieckie Towarzystwo Budownictwa Społecznego. Działa tu Przedszkole nr 11 im. Żywieckiej Rodziny Habsburgów, jak również Klub „Ogródek”, należący do Miejskiego Centrum Kultury, przy którym zlokalizowane jest boisko, zmodernizowane w 2024. 
Istnieją tu dwa przystanki komunikacji miejskiej (Jubileuszowa oraz Bloki Wojskowe), zlokalizowane przy ul. Komorowskich, na których zatrzymują się autobusy linii 2, 3 i 8.